# Maximilian Schell
Maximilian Schell (ur. 8 grudnia 1930 w Wiedniu, zm. 1 lutego 2014 w Innsbrucku) − austriacki aktor, reżyser, scenarzysta i producent filmowy, laureat Oscara za rolę pierwszoplanową w filmie Wyrok w Norymberdze (1961). Później był jeszcze dwukrotnie nominowany do tej nagrody; za pierwszoplanową rolę w filmie Człowiek w szklanej kabinie (1975) oraz za drugoplanową w Julii (1977). Jego siostra Maria Schell również była aktorką. Był ojcem chrzestnym Angeliny Jolie.

## Życiorys

### Wczesne lata
Urodził się w Wiedniu w rodzinie rzymskokatolickiej jako syn aktorki Margarethe (z domu Noe von Nordberg) i właściciela apteki, pisarza i poety Hermanna Ferdinanda Schella. Miał dwie siostry - starszą Margarete (ur. 15 stycznia 1926, zm. 26 kwietnia 2005) i młodszą Immy (ur. 11 lutego 1935) oraz starszego brata Carla (ur. 14 listopada 1927). Dorastał w atmosferze sztuki, kultury i teatru, które były wszechobecne w jego życiu od dzieciństwa. Mając trzy lata wystąpił w jednej ze sztuk swojego ojca w teatrze w Wiedniu. W 1938, po aneksji Austrii przez nazistowskie Niemcy, rodzina antyfaszystowska Schellów opuściła ten kraj i osiedliła się w Zurychu w Szwajcarii.
Początkowo Max nie był zainteresowany aktorstwem, a jego aspiracją było zostać dramaturgiem, takim jak jego ojciec lub też muzykiem. W wieku dziesięciu lat napisał swoją pierwszą sztukę. Po zakończeniu II wojny światowej wyjechał do Niemiec, gdzie studiował historię sztuki i filozofię na Uniwersytecie w Monachium. Następnie wrócił do Zurychu i w latach 1948-49 służył w armii szwajcarskiej, po czym przez kolejny rok studiował na Uniwersytecie Zuryskmi. Tam brał czynnie uprawiał sport, jak choćby piłka nożna czy wioślarstwo. W tym czasie pracował jako dziennikarz w niepełnym wymiarze godzin i napisał dla kilku gazet, aby zarabiać pieniądze. Uczęszczał także przez sześć miesięcy na Uniwersytet Bazylejski. Podczas studiów występował w kilku klasycznych i współczesnych sztukach, próbując małych ról. W tym czasie podjął decyzję o karierze aktorskiej.

### Kariera
W wieku 22 lat zaczął grać w Theater Basel w Bazylei w Szwajcarii. Po kilku występach na scenie, przyjął rolę filmową żołnierza w dramacie wojennym Dzieci, matki i generał (Kinder, Mütter und ein General, 1955). Film przyciągnął międzynarodową uwagę, częściowo ze względu na jego reżysera, László Benedka, którego Dziki z Marlonem Brando, wywołał wielkie kontrowersje, a częściowo ze względu na antywojenną postawę. W melodramacie liberalnego niemieckiego reżysera Helmuta Käutnera The Girl from Flanders (1956).
W 1958 zadebiutował na Broadwayu w roli Paula w spektaklu Interlock z Rosemary Harris. Grał kapitana niemieckiej armii w dramacie wojennym Edwarda Dmytryka Młode lwy (1958) u boku Marlona Brando i Montgomery'ego Clifta. Przyjął także rolę D’Artagnana w telewizyjnej wersji CBS Trzech muszkieterów (Family Classics: The Three Musketeers, 1960). Powrócił do Niemiec, by zagrać na ekranie Hamleta w 1961 w reżyserii Franza Petera Wirtha, a następnie dołączył do gwiazdorskiej obsady dramatu sądowego Stanleya Kramera Wyrok w Norymberdze (1961) jako Hans Rolfe, adwokat obrony. W filmie zagrali między innymi Spencer Tracy i Burt Lancaster, ale Schell zdobył statuetkę dla najlepszego aktora podczas ceremonii rozdania Oskarów w 1961, a także nagrodę krytyków w Nowym Jorku.
Stał się międzynarodową gwiazdą i przez następne lata przyjmował propozycje, często z przyczyn komercyjnych, w takich produkcjach jak dramat historyczny Bernarda L. Kowalski Na wschód od Jawy (Krakatoa, East of Java, 1969) z Diane Baker, melodramat Anthony'ego Harveya Gracze (Players, 1979) z Ali MacGraw czy dramat wojenny Franciszkanie w ruchu oporu (The Assisi Underground, 1985) u boku Bena Crossa. W tragikomedii Święty mimo woli (Cronache di un convento, 1962) wcielił się w postać włoskiego zakonnika Giuseppe, a w dramacie Daniela Manna Five Finger Exercise (1962) wg sztuki Petera Shaffera zagrał rolę nauczyciela. W dramacie Vittorio De Sica Więźniowie z Altony (I sequestrati di Altona, 1962) pojawił się jako Franz von Gerlach.
W swojej karierze grał różnorodne role w filmach o tematyce związanej z epoką nazistowską i II wojną światową. Niektóre z nich to: Człowiek w szklanej kabinie (1975) jako przedsiębiorca pochodzenia żydowskiego Arthur Goldman, Julia (1977) Freda Zinnemanna jako Johann z Vanessą Redgrave i Jane Fondą, Wybrańcy (The Chosen, 1981) jako profesor David Malter i Bagaż życia (Left Luggage, 1998) Jeroena Krabbé jako pan Silberschmidt z Isabellą Rossellini.
Występował w filmach telewizyjnych NBC, takich jak Heidi (1968) jako Pan Sesemann z Jean Simmons, Pamiętnik Anny Frank (1980) jako Otto Frank, Miss Rose White (1992) jako Mordecai Weiss z Kyrą Sedgwick czy HBO Stalin (1992) w reżyserii Ivana Passera jako Włodzimierz Lenin.
Po roku 1968 z powodzeniem reżyserował, był producentem, pisał i występował w kilku własnych filmach. Niektóre z nich to Zamek (Das Schloß, 1968) jako 'K' z Ivą Janžurovą, Pierwsza miłość (Erste Liebe, 1970) wg Iwana Turgieniewa, który otrzymał nominację do nagrody Oscara za najlepszy film nieanglojęzyczny, oraz Przechodzień (Der Fußgänger, 1973) jako Andreas Giese z Peggy Ashcroft, sukces komercyjny w Niemczech, który zdobył nagrodę Złoty Glob za najlepszy film nieanglojęzyczny i nominację do nagrody Oscara za najlepszy film nieanglojęzyczny. W 1984 wyreżyserował biograficzny film dokumentalny Marlene i poświęcony Marlene Dietrich. W ostatnich latach wiele poświęcił teatrowi, zarówno jako tłumacz, jak i reżyser. W 1994 powrócił na kinowy ekran jako Arkady Shapira w dramacie kryminalnym Jamesa Graya Mała Odessa z Timem Roth.

### Życie prywatne
W latach 1985–2005 był żonaty z rosyjską aktorką Natalją Andriejczenko, z którą miał córkę Nastassję (ur. 1989). 20 sierpnia 2013 poślubił o 47 lat młodszą niemiecką sopranistkę Ivę Mihanovic.
Zmarł 1 lutego 2014 w wieku 83 lat w klinice w Innsbrucku w następstwie zapalenia płuc.

## Wybrana filmografia
- Dzieci, matki i generał (1955) jako dezerter
- Młode lwy (1958) jako kpt. Hardenberg
- Wyrok w Norymberdze (1961) jako Hans Rolfe
- Święty mimo woli (1962) jako Giuseppe Desa
- Więźniowie z Altony (1962) jako Franz von Gerlach
- Topkapi (1964) jako Walter Harper
- Śmiertelna sprawa (1966) jako Dieter Frey
- Heidie (1968) jako Richard Sessemann
- Na wschód od Jawy (1969) jako kpt. Hanson
- Papież Joanna (1972) jako b. Adrian
- Przechodzień (1973) jako Andreas Giese (także reżyseria)
- Akta Odessy (1974) jako Eduard Roschmann
- Człowiek w szklanej kabinie (1975) jako Arthur Goldman
- Koniec gry (1975) − Robert Schmied; tylko głos (także reżyseria)
- Zamach w Sarajewie (1975) jako Djuro Sarac
- St. Ives (1976; znany także pt. Detektyw z powołania) jako dr John Constable
- Julia (1977) jako Johann
- O jeden most za daleko (1977) jako gen. Wilhelm Bittrich
- Żelazny Krzyż (1977) jako kpt. Stransky
- Ekspres pod lawiną (1979) jako Nikołaj Bunin
- Czarna dziura (1979) jako dr Hans Reinhardt
- Gracze (1979) jako Marco
- Pamiętnik Anny Frank (1980) jako Otto Frank
- Upiór w operze (1983) jako Sándor Korvin/upiór
- Piotr Wielki (1986; serial TV) jako Piotr I Wielki
- Różany ogród (1989) jako Aaron
- Nowicjusz (1990) jako Larry London
- Młodość Katarzyny (1991) jako Fryderyk II Wielki
- Stalin (1992) jako Włodzimierz Lenin
- W sercu Afryki (1993) jako płk. Mopani Theron
- Abraham (1993) jako faraon
- Mała Odessa (1994) jako Arkady Shapira
- Ptaki ciernistych krzewów: Stracone lata (1996) jako kardynał Vittorio
- Jak kłamać w Ameryce (1997) jako dr Istvan Jonas
- Osiemnasty anioł (1998) jako o. Simeon
- Bagaż życia (1998) jako pan Silberschmidt, ojciec Chayi
- Dzień zagłady (1998) jako Jason Lerner
- Łowcy wampirów (1998) jako kardynał Alba
- Joanna d’Arc (1999) jako b. Jean le Maistre
- Festiwal w Cannes (2001) jako Viktor Kovner
- Od brzegu do brzegu (2003) jako Casimir
- Poszukiwacze muszli (2006) jako Lawrence Sterne
- Niesamowici bracia Bloom (2008) jako Diamond Dog
- Flores negras  (2010) jako Jacob Krinsten
- An Artist’s Emblem (2013) jako Jacob

## Nagrody
- Nagroda Akademii Filmowej Najlepszy aktor pierwszoplanowy: 1962 Wyrok w Norymberdze
- Złoty Glob
  - Najlepszy aktor w filmie dramatycznym: 1962 Wyrok w Norymberdze
  - Najlepszy aktor drugoplanopwy w serialu, miniserialu lub filmie telewizyjnym: 1993 Stalin